# Antonio de Beatis
Antonio de Beatis war ein italienischer Kanoniker, der vor allem durch sein Reisetagebuch aus den Jahren 1517 und 1518 Bekanntheit erlangte, welches einen großen Wert für die Kunstgeschichte hat.

## Leben
De Beatis wurde im apulischen Molfetta geboren, seine Lebensdaten sind der Fachwelt unbekannt.
Während der Europareise des Kardinals Luigi d'Aragona in den Jahren 1517 und 1518 diente er als dessen Sekretär. In dieser Funktion protokollierte er die Stundengebete, half bei der Vorbereitung oder Durchführung der Messe und schrieb Briefe im Namen des Kardinals. In dieser Zeit führte er auch ein persönliches Reisetagebuch mit täglichen Einträgen, das mit der Abfahrt von Ferrara am 9. Mai 1517 beginnt und am 16. März 1518 mit der Ankunft in Rom endet.
De Beatis fertigte bis ins Jahr 1521 Kopien seines Tagebuchs für Freunde an, unter anderem für den Humanisten Antonio Seripando.

## Reisetagebuch

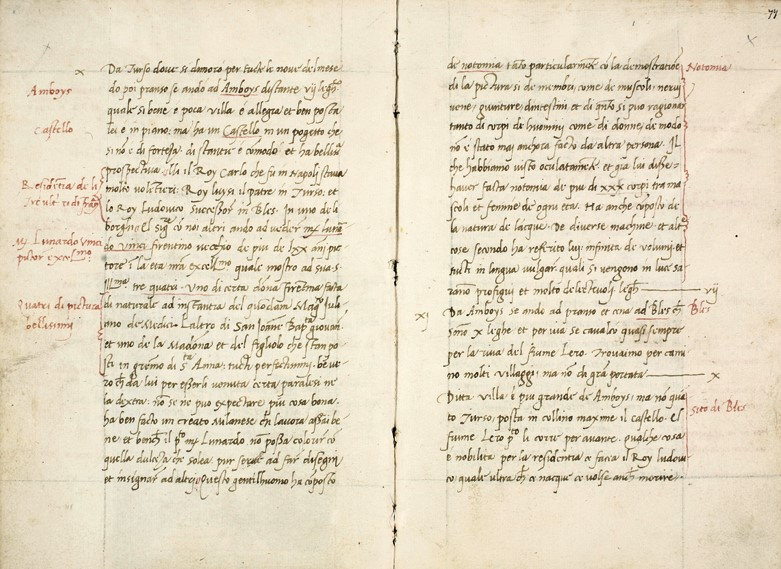
Seite aus dem Tagebuch von De Beatis, auf der sein Treffen mit Leonardo da Vinci am 10. Oktober 1517 beschrieben wird. Sie enthält die lange Zeit älteste bekannte Erwähnung des später Mona Lisa genannten Gemäldes.

Nur eines der drei untersuchten Exemplare des Tagebuchs trug einen Titel: „Viaggi, et Itinerario di Mon. R.mo et Ill.mo il Cardinal' de' Aragona .incominciando dalla Città di Ferrara anno M.D.XVII. Mense Maij“ (etwa Reise und Reiseplan meines Herrn, des hochwürdigen und erhabenen Kardinals von Aragonien, beginnend in der Stadt Ferrara im Jahr 1517, Monat Mai). Das Originalexemplar enthielt Illustrationen, von denen in den erhaltenen Abschriften, die nicht zur Veröffentlichung bestimmt waren, nur die des Turiner Grabtuchs und des Franz von Paola zu finden sind.
Das Tagebuch ist in apulischem Dialekt verfasst. De Beatis nennt als Grund dafür, dass er Latein und Toskanisch nur unzureichend beherrschte. In einem einleitenden Brief zu einer der Abschriften von 1521 erklärt er, dass er das Tagebuch auf Drängen des Kardinals geführt habe. Es besteht hauptsächlich aus Notizen, die damals auf der Grundlage von Zeugenaussagen aus erster Hand gemacht wurden, oder, wie De Beatis es beschreibt, aus Berichten von „Personen mit großer Autorität, die allen Vertrauens und Glaubens würdig sind“. Vermutlich wurde es nicht oder nicht stark redigiert.
Die Reise des Kardinals diente dem Vergnügen während einer Flaute der Italienischen Kriege. De Beatis zufolge war der Kardinal mit Spanien und Italien vertraut und beschloss daher, „auch Deutschland, Frankreich und all die anderen Regionen, die an den nördlichen und westlichen Ozean grenzen, kennenzulernen und sich so mit einer großen Vielfalt von Menschen bekannt zu machen.“ Offizieller Anlass der Reise war ein Treffen mit  dem künftigen Kaiser des Heiligen Römischen Reiches. Dieser war mit dem Kardinal verwandt und zu diesem Zeitpunkt bereits erster König von Spanien und Herr der Niederlande. Das Treffen fand am 12. Juli 1517 in Middelburg statt.
De Beatis Tagebuch ist von großem historischen Wert, da es vielfache Treffen mit bekannten Persönlichkeiten aus erster Hand schildert und wegen seiner Beschreibungen von Kunstwerken ebenso von kunstgeschichtlichem Wert. Neben dem spanischen König Karl V., traf der Kardinal auch den französischen König Franz I. in Rouen, den Bankier Jakob Fugger in Augsburg und den Universalgelehrten Leonardo da Vinci im Schloss Le Clos Lucé. Auch besuchten sie Raffaels Produktion von Wandteppichen in Brüssel. Darüber hinaus lobte er den Genter Altar als das „schönste Gemälde der Christenheit“ und stellte die Behauptung auf, dass die Figuren in Da Vincis Wandgemälde Das letzte Abendmahl auf bestimmten Mailänder Persönlichkeiten basierten.
De Beatis versah sein Tagebuch mit einem für die damalige Zeit ungewöhnlich umfangreichen alphabetischen Register.